# Петров, Николай Владимирович
Николай Владимирович Петров (род. 18 мая 1958) — российский политолог, политгеограф. Автор большого количества публикаций в ведущих российских и зарубежных СМИ, колумнист газеты «The Moscow Times». Кандидат географических наук.

## Биография
В 1979 году окончил географический факультет Московского государственного университета им. М. В. Ломоносова по специальности «экономическая география».
В 1982 году защитил в МГУ диссертацию на тему «Динамический анализ пространственной структуры крупной городской агломерации», тем самым получив ученую степень кандидата географических наук.
3 июня 2022 года Минюст РФ внёс Петрова в реестр «СМИ-иностранных агентов».

### Профессиональная деятельность
- Младший научный сотрудник, научный сотрудник, заведующий лабораторией социальной географии, ведущий научный сотрудник Института географии РАН, в 1982—2009 годах.
- Руководитель Центра политико-географических исследований, с 1989 года.
- Эксперт Конституционной комиссии при Верховном Совете России в 1990—1991 годах.
- Руководитель сектора анализа и прогнозирования Верховного Совета России в 1991—1992 годах.
- Руководитель рабочей группы по проблемам регионального развития при Правительстве России, 1992 год.
- Исследователь, Институт Кеннана, Международный Исследовательский центр Вудро Вильсона, 1993—1994 годы.
- Эксперт Международного фонда избирательных систем, IFES, 1994 год.
- Ведущий аналитик Аналитического центра Администрации президента России, направление «Регионалистика» в 1994—1995 годах.
- Консультант, руководитель проекта, член научного совета Московского центра Карнеги, 1995—2000 годы.
- Профессор, Колледж Макалестер (Миннесота, США), 2000—2002 годы.
- Член научного совета Московского центра Карнеги в 2002—2013 годах. Возглавлял региональную программу Центра, занимающуюся сопряженным анализом динамики социально-экономического и политического развития регионов России.
- В 2013—2021 годах — профессор Высшей школы экономики, преподавал курс «Современная российская политика».
- В 2019—2022 годах — научный сотрудник программы по России и Евразии Chatham House в Лондоне.
- C 2023 года — приглашенный исследователь Германского института по международным отношениям и безопасности[англ.] (Stiftung Wissenschaft und Politik) в Берлине.

## Публикации
- Весна-89: География и анатомия парламентских выборов, М. Прогресс, 1990 (Редактор совместно с В. Колосовым и Л. Смирнягиным).
- Urban Geography in the Soviet Union and the United States. Rowman & Littlefield, 1992 (Co-authored with Georgy M. Lappo and John Adams).
- Политический альманах России 1995. Москва: Московский Центр Карнеги, 1995 (Редактор совместно с М. Макфолом).
- Previewing Russia’s 1995 Parliamentary Elections (Washington, D. C.: Carnegie Endowment For International Peace, 1995) (Co-authored with Michael McFaul).
- Парламентские выборы 1995 г. в России. Москва: Московский Центр Карнеги, 1996 (Совместно с М. Макфолом).
- Политический альманах России 1997 (Том 1. Выборы и политическое развитие. Том 2. Социально-политические портреты регионов), М.: Московский Центр Карнеги, 1998 (Редактор совместно с М. Макфолом).
- Александр Лебедь в Красноярском крае, М.: Московский Центр Карнеги, 1999.
- Регионы России в 1998 г.: Ежегодное приложение к «Политическому альманаху России», М.: Гендальф, 1999 (Редактор).
- Primer on Russia’s 1999 Duma Elections (Washington, DC: Carnegie Endowment for International Peace, 1999, 1999) (Co-edited with Michael McFaul and Andrei Ryabov).
- Россия накануне думских выборов 1999 г., М.: Гендальф, 1999 (Редактор совместно с М. Макфолом и А. Рябовым).
- Россия в избирательном цикле 1999—2000 годов, М.: Гендальф, 2000 (Редактор совместно с М. Макфолом и А. Рябовым).
- Регионы России в 1999 г.: Ежегодное приложение к «Политическому альманаху России», М.: Гендальф, 2001 (Редактор).
- Федеральная реформа 2000—2003 (Том 1. Федеральные округа), М.: МОНФ, 2003 (Редактор).